# سی‌اف‌بی شیلو
سی‌اف‌بی شیلو (به انگلیسی: CFB Shilo) یک فرودگاه نظامی است . این فرودگاه در کشور کانادا قرار دارد و در ارتفاع ۳۷۳ متری از سطح دریا واقع شده‌است.